# 케이틀린 블랙우드
케이틀린 블랙우드 (Caitlin Blackwood, 2000년 6월 23일~)는 스코틀랜드의 배우로, BBC One의 TV 드라마 닥터 후에서 에이미 폰드의 어린시절 배우로 활동한 것으로 유명하다.

## 생애
2000년 영국 북아일랜드 앤트림에서 태어났다. 여섯 살 때 가족과 함께 스코틀랜드의 인버네스로 이사했고 그 이후로 그곳에서 어린시절을 보냈다.
2010년 BBC의 유명 SF 드라마 닥터 후에서 아멜리아 폰드 역을 맡으면서, 아역배우로 처음 데뷔하였다. 시즌 5에서는 "The Eleventh Hour", "The Big Bang", 시즌 6과 시즌 7에서는 "Let's Kill Hitler", "The God Complex"에 출연하였고, "The Angels Take Manhattan"에서도 이전 촬영분으로 모습을 비췄다. 같은 드라마에서 주연 에이미 폰드 역을 맡은 캐런 길런과는 사촌사이로, 드라마 전까지는 만난 적은 없었지만 작중 캐런 길런과 닮았다는 점이 에이미 폰드의 어린 시절 배역으로는 최적이라는 점에서 캐스팅됐다.
이후 2015년 크라우드펀딩 TV 드라마 <콥스 앤 몬스터스> (Cops and Monsters)의 "Preparing the Weapon" 편에서 알렉시스 (Alexis) 역으로 출연하였다. 2018년에는 스코틀랜드 출신의 라이언 헨드릭이 감독한 <선다운> (Sundown)이라는 단편 영화에 출연했다.
2020년에는 닥터 후 단편 "The Raggedy Doctor by Amelia Pond"에서 에이미 폰드 역으로 출연하였으며, 같은해 개봉한 로맨틱 코미디 영화 <로스트 앳 크리스미스> (Lost at Christmas)에 출연하였는데 실베스터 매코이, 프레이저 하인스 등 닥터 후 출연 경력이 있는 배우들이 등장하여 화제가 되었다.

## 필모그래피

### 영화
| 연도   | 제목              | 배역   | 비고 | 주            |
| ------ | ----------------- | ------ | ---- | ------------- |
| 2018년 | Sunset            | 애비   |      | [ 12 ]        |
| 2019년 | Get Duked!        | 여학생 |      | [ 13 ]        |
| 2020년 | Lost in Christmas | 클라라 |      | [ 10 ] [ 11 ] |

### 텔레비전
| 연도          | 제목             | 배역          | 비고                        | 출처          |
| ------------- | ---------------- | ------------- | --------------------------- | ------------- |
| 2010년~2011년 | 닥터 후          | 아멜리아 폰드 | 총 4편 (스페셜 1편)         | [ 14 ] [ 15 ] |
| 2015년        | 콥스 앤 몬스터스 | 알렉시스      | "Prepareing the Weapons" 편 | [ 7 ]         |